# Cicero (Wisconsin)
Pour les articles homonymes, voir Cicéron (homonymie).
Cicero est une petite ville des États-Unis, située dans le comté d'Outagamie et l'État du Wisconsin.

## Géographie
Cicero est située à 44° 34' 25" de latitude Nord et 88° 23' 14" de longitude Ouest (44° 34′ 25″ N, 88° 23′ 14″ O).
Sa superficie est de 91,9 km² (soit 35,5 mi²), presque entièrement en surfaces terrestres (0,03 % de surfaces aquatiques).

## Démographie
Selon les données du Bureau de recensement des États-Unis, Cicero était peuplée :
- de 1 126 habitants en 1990 (recensement) ;
- de 1 092 habitants en 2000 (recensement) ;
- de 1 132 habitants en 2006 (estimation).